# Andrianam
Andrianam é um gênero de traça pertencente à família Arctiidae.

## Espécies
- Andrianam ponimerina Viette, 1954